# Popunder
A popunder ablakok a popup ablakok továbbfejlesztett változatai. Előnye, hogy nem zavaróan az értékes tartalom kitakarásával jelenik meg, hanem a képernyő egy adott területén, ahol görgetés hatására sem változtatja meg a helyét.
Célja, hogy a honlap tulajdonosának legfontosabb közlendőjét mindig szem előtt tartsa. A popunder programok sokkal jobb hatásfokkal javítják a konverziót a weboldalon, mint az idegesítő és mindig felugró popupok.